# Z. Szalai Sándor
Z. Szalai Sándor (Zalaszentlőrinc, 1928. november 10. –) magyar irodalomtörténész, kritikus, kiadói szerkesztő.

## Életútja
1948-ban a budapesti Pázmány Péter Tudományegyetem – 1950 utáni nevén Eötvös Loránd Tudományegyetem – bölcsészkarára iratkozott be. Tanári oklevelét 1953-ban szerezte meg, de már 1952-től az egyetem 20. századi magyar irodalmi tanszéken oktatott. 1954-től 1960-ig a kulturális igazgatásban tevékenykedett, 1960 és 1962 között a Kiadói Főigazgatóságon töltött be osztályvezetői állást. 1962-től hét éven keresztül a Magvető Könyvkiadó irodalmi vezetője, majd 1969-től a Szépirodalmi Könyvkiadó főszerkesztője, 1989 és 1992 között megbízott igazgatója volt.

## Munkássága
Irodalomtörténeti kutatásai és kritikai összegzései főképp a 20. századi magyar irodalomra, többek között Gárdonyi Géza, Tömörkény István, Babits Mihály, Gyóni Géza, Tersánszky Józsi Jenő, Szabó Pál, Lengyel József, Tamási Áron, József Attila, Gelléri Andor Endre, Sánta Ferenc, Szilvási Lajos és Ladányi Mihály munkásságára irányulnak. Kiadói szerkesztőként közreműködött számos szépirodalmi alkotás – különösen Gárdonyi-, Gyóni- és Tamási-művek – szöveggondozásában, sajtó alá rendezésében, felelős szerkesztője volt a Magvetőnél 1964-ben elindult Szép Versek című sorozatnak. Több irodalmi mű rádióadaptációja fűződik a nevéhez (pl. Móricz Zsigmond, Bálint Tibor), valamint a Magyar Múzsa és az Íróvá Avatnak című rádiós irodalmi sorozatok szerkesztője, házigazdája volt.

## Főbb művei
- Gárdonyi műhelyében. Budapest: Magvető. 1970
- Gárdonyi Géza alkotásai és vallomásai tükrében. Budapest: Szépirodalmi. 1977
- „Hit a harcban, remény a bajban”: Pályakép Tamási Áronról. Budapest: Szépirodalmi. 1991
- Sors és történelem: Tanulmányok Gárdonyi Gézáról. Miskolc: Felsőmagyarország. 2001